# Usola
Die Usola oder Ussola (russisch Узола oder Усола) ist ein 147 km langer linker Nebenfluss der Wolga im europäischen Teil Russlands.

## Beschreibung
Die Usola entspringt im Nordwesten der Oblast Nischni Nowgorod unweit des Dorfes Romanowo. Von dort fließt sie in vorwiegend südlicher Richtung durch den waldreichen Westen der Oblast, vorbei am Rajonverwaltungszentrum Kowernino. Gegenüber von Balachna erreicht sie dann die Wolga.
Die Usola ist im Oberlauf zwischen 5 und 10 m breit, im Unterlauf zwischen 20 und 30 m. Der Fluss ist wegen seiner geringen Tiefe von 0,8 bis 1,5 m und zahlreicher Untiefen nicht schiffbar, ist aber bei Kanuten sehr beliebt. Die Usola wird hauptsächlich durch Schneeschmelzwasser gespeist und ist durchschnittlich zwischen November und April gefroren.